# Конятин (Черниговская область)
Коня́тин (укр. Конятин) — село в Сосницком районе Черниговской области Украины. Население 825 человек (2001 год), 522 человека (2024 год). Занимает площадь 2,16 км².
Код КОАТУУ: 7424984501. Почтовый индекс: 16140. Телефонный код: +380 4655.

## Власть
Орган местного самоуправления — Конятинский сельский совет. Почтовый адрес: 16140, Черниговская обл., Сосницкий р-н, с. Конятин, ул. Юбилейная, 24а.